# Méthode des antécédents
 (décembre 2015).
Si vous disposez d'ouvrages ou d'articles de référence ou si vous connaissez des sites web de qualité traitant du thème abordé ici, merci de compléter l'article en donnant les références utiles à sa vérifiabilité et en les liant à la section « Notes et références ».
La méthode des antécédents (en anglais : Precedence Diagram Method (PDM)), pouvant être également appelé réseau des antécédents, est un outil de planification de projet développé en 1964 par H. B. Zachry en coopération avec IBM.
Elle consiste à représenter les chevauchements possibles de chaque tâche grâce à quatre sortes de liaison :
1. Début-début.
2. Début-fin.
3. Fin-Début.
4. Fin-Fin.

Une activité ne peut alors commencer que si les activités directement antécédentes sont terminées. L’expression du graphe utilise, comme pour la méthode des potentiels métra (MPM), des rectangles représentant des activités et des flèches représentant les liaisons.
La méthode des antécédents été élaborée à la suite des techniques PERT et chemin critique ; sa fonction est de permettre une représentation plus exacte des relations entre les différentes activités.